# Crocidura flavescens
Crocidura flavescens је сисар из реда Soricomorpha и фамилије Soricidae.

## Угроженост
Ова врста је наведена као последња брига, јер има широко распрострањење и честа је врста.

## Распрострањење
Ареал врсте је ограничен на мањи број држава. 
Врста има станиште у Јужноафричкој Републици, Мозамбику, Лесоту и Свазиленду.

## Станиште
Станишта врсте су саване и травна вегетација. 
Врста је по висини распрострањена од нивоа мора до 1800 метара надморске висине.